# Aneby kommun
Aneby kommun är en kommun i Jönköpings län. Centralort är Aneby.
Kommunen består av korsande dalstråk med mellanliggande höjder, varav majoriteten är täckt av barrskog. De geografiska förutsättningarna har påverkat näringslivet där träindustrin har dominerat, även om dess betydelse minskat. 
Befolkningsutvecklingen var positiv fram till mitten av 1990-talet då trenden vände. Under mitten av 2010-talet sågs dock återigen en positiv utveckling. Sedan 1990-talet har kommunens politiska styren ofta utgjorts av borgerliga partier. Mandatperioden 2022–2026 styr dock Socialdemokraterna tillsammans med Centerpartiet och Kristdemokraterna.

## Administrativ historik
Kommunens område motsvarar socknarna: Askeryd, Bredestad, Bälaryd, Frinnaryd, Haurida, Lommaryd, Marbäck och  Vireda. I dessa socknar bildades vid kommunreformen 1862 landskommuner med motsvarande namn.
I området fanns även Aneby municipalsamhälle från 24 november 1923 till slutet av 1966.
Vid kommunreformen 1952 bildades två "storkommuner" i området: Bredestad (av de tidigare kommunerna Askeryd, Bredestad, Bälaryd, Frinnaryd och Marbäck) samt Hullaryd (av Haurida, Lommaryd och Vireda).
År 1967 bildades Aneby landskommun av Bredestads och Hullaryds landskommuner. Aneby kommun bildades vid kommunreformen 1971 genom en ombildning av Aneby landskommun.
Kommunen ingår sedan bildandet i Eksjö tingsrätts domsaga.

## Geografi

### Topografi och hydrografi
Landskapet består av korsande dalstråk med mellanliggande höjder, vissa i form av långa bergdrumliner. Botten på dalstråken är på ungefär 200 meter över havet medan höjderna  når 300 meter över havet, i vissa fall högre. Svartån rinner från söder till norr genom ett av sprickstråken och mellan Anebysjön och sjön Ralången passerar den det 19 meter höga  vattenfallet Stalpet. En majoritet av landskapet är täckt av skog och då i synnerhet barrskog. Odlingsmarken är belägna i höjdområdena där jorden är finkornigare och frostrisken lägre. Där ligger gårdarna ensamma, alternativt i rad efter varandra. Åker är närmast respektive gård medan betesmarken och skogen ligger längre ned längs sluttningen.
Nedan presenteras andelen av den totala ytan 2020 i kommunen jämfört med riket.
|  | Bebyggelse (4,4 %) |

|  | Skog (73,2 %) |

|  | Öppen myrmark (1,7 %) |

|  | Jordbruksmark (16,6 %) |

|  | Övrig mark (4,0 %) |

|  | Bebyggelse (3,1 %) |

|  | Skog (68,0 %) |

|  | Öppen myrmark (7,2 %) |

|  | Jordbruksmark (7,4 %) |

|  | Övrig mark (14,3 %) |

### Naturskydd
År 2023 fanns sju naturreservat i Aneby kommun. Sjön Örens är klassad som Natura 2000-område och vid dess västra strand ligger Björkenäs naturreservat. Området är rikt på ekar och har ett varierat odlingslandskap. Där finns många gamla, spärrgreniga träd. Degla lövskog ligger vid sjön Noen och består av lövskog, lövsumpskog och våtmark. I reservatet trivs en mängd fågelarter och andra djur. På 1960-talet bildades det som idag är ett av länets minsta och äldsta naturreservat, Vållingsön. Belägen i Ören är ön en viktig häckningsplats för fågelarter som storlom, skäggdopping, drillsnäppa, fisktärna och  fiskgjuse. De övriga reservaten är Hyllingen, Nynäs och Åsens utmark.

### Administrativ indelning
Fram till 2016 var kommunen för befolkningsrapportering indelad i fem församlingar – Aneby, Askeryd, Frinnaryd, Haurida-Vireda och Lommaryd.

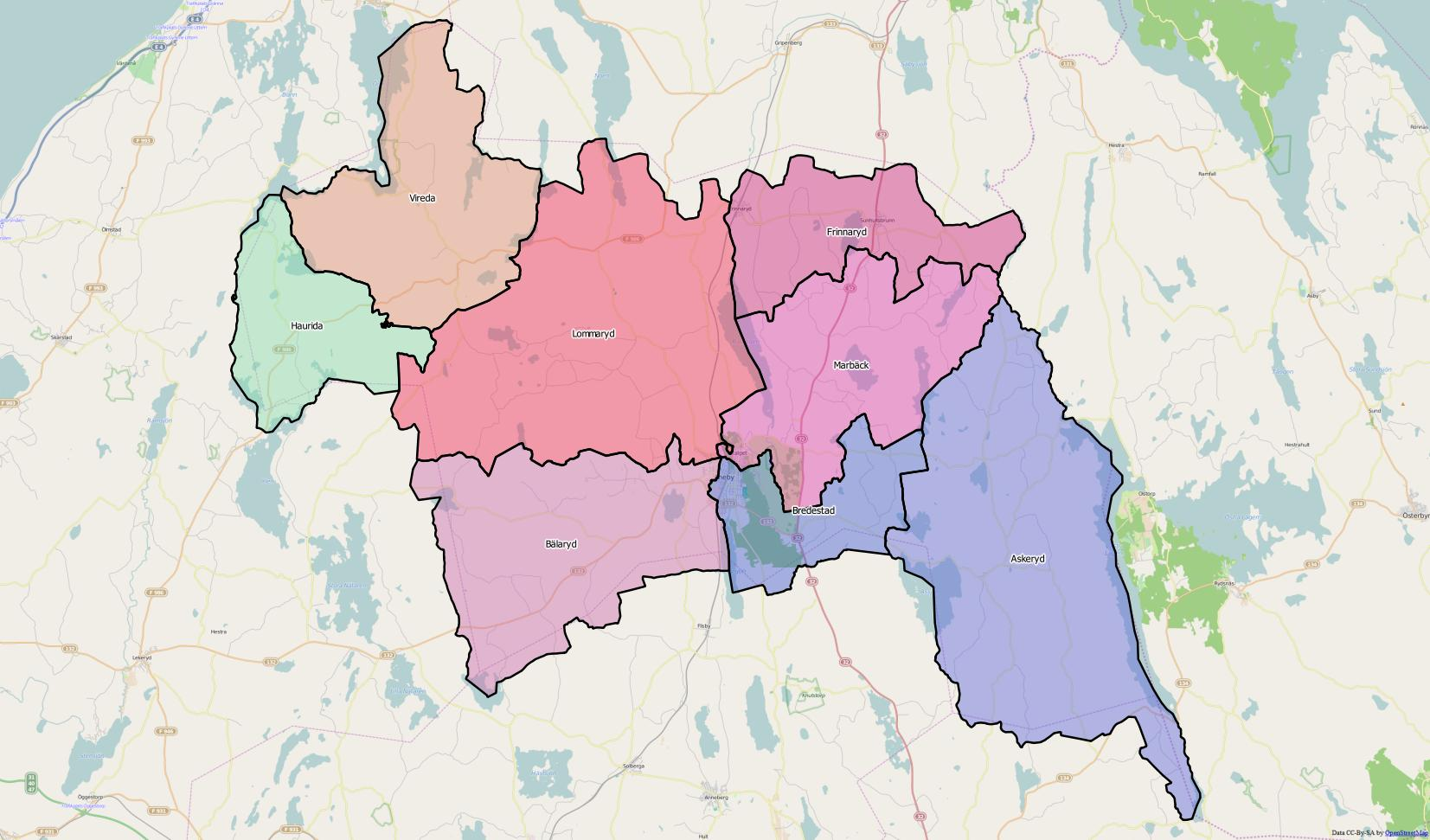
Distrikt (socknar) inom Aneby kommun

Från 2016 indelas kommunen istället i åtta distrikt, vilka motsvarar de tidigare socknarna – Askeryd, Bredestad, Bälaryd, Frinnaryd, Haurida, Lommaryd, Marbäck och Vireda.

### Tätorter
År 2020 bodde 61,7 procent av kommunens invånare i någon av kommunens tätorter, vilket var lägre än motsvarande siffra för riket där genomsnittet var 87,6 procent. Vid Statistiska centralbyråns tätortsavgränsning 2020 fanns det tre tätorter i Aneby kommun:
| Tätort         | Befolkning |
| -------------- | ---------- |
| Aneby          | 3 668      |
| Sundhultsbrunn | 312        |
| Frinnaryd      | 228        |

## Styre och politik

### Styre
| 1994–1998 | C  | M  | KD | FP |
| 1998–2002 | KD | M  | C  | FP |
| 2002–2006 | S  | C  |    |    |
| 2006–2010 | KD | C  | M  | FP |
| 2010–2014 | C  | KD | M  | FP |
| 2014–2018 | C  | KD | M  | L  |
| 2018–2022 | C  | M  | KD | L  |
| 2022–     | S  | C  | KD |    |

Sedan 1990-talet har kommunens politiska styren ofta utgjorts av borgerliga partier. Mandatperioden 2022–2026 styr Socialdemokraterna tillsammans med Centerpartiet och Kristdemokraterna.

### Kommunfullmäktige

#### Presidium
| Presidium 2022–2026    | Presidium 2022–2026 | Presidium 2022–2026 |
| ---------------------- | ------------------- | ------------------- |
| Ordförande             | S                   | Birgitta Svensson   |
| Förste vice ordförande | C                   | Paul Brinkmann      |
| Andre vice ordförande  | SD                  | Gabriel Soldan      |

#### Lista över kommunfullmäktiges ordförande
| Namn | Namn              | Från | Till | Politisk tillhörighet |
| ---- | ----------------- | ---- | ---- | --------------------- |
|      | Bengt Samuelsson  | 2006 | 2019 | Kristdemokraterna     |
|      | Lars-Erik Fälth   | 2019 | 2022 | Centerpartiet         |
|      | Birgitta Svensson | 2022 |      | Socialdemokraterna    |

#### Mandatfördelning 1970–2022
| 10 | 11 | 7 | 2 | 5 |

| 32 |

| 10 | 13 | 4 | 3 | 5 |

| 31 |

| 9 | 13 | 4 | 3 | 6 |

| 30 | 5 |

| 10 | 11 | 3 | 4 | 7 |

| 30 | 5 |

| 11 |  | 10 | 2 | 5 | 6 |

| 29 | 6 |

| 10 |  | 10 | 4 | 4 | 6 |

| 27 | 8 |

| 11 | 2 | 9 | 3 | 5 | 5 |

| 24 | 11 |

| 11 |  | 8 | 2 | 7 | 6 |

| 28 | 7 |

| 14 |  | 8 | 2 | 5 | 5 |

| 22 | 13 |

| 11 | 2 | 6 | 2 | 8 | 6 |

| 24 | 11 |

| 12 |  | 6 | 4 | 9 | 3 |

| 22 | 13 |

| 10 | 2 | 7 | 4 | 8 | 4 |

| 22 | 13 |

| 9 | 2 | 3 | 8 | 3 | 5 | 5 |

| 18 |  | 15 |

|  | 11 | 2 | 3 | 8 |  | 5 | 4 |

| 19 | 16 |

|  | 9 |  | 4 | 7 | 2 | 5 | 6 |

| 20 | 15 |

|  | 8 | 6 | 7 | 2 | 4 | 7 |

| 19 | 16 |

### Nämnder

#### Kommunstyrelse
Kommunstyrelsen i Aneby kommun utgörs av 15 ledamöter. Under Kommunstyrelsen finns Allmänna utskottet.
| Presidium 2022–2026    | Presidium 2022–2026 | Presidium 2022–2026 |
| ---------------------- | ------------------- | ------------------- |
| Ordförande             | C                   | Beata Allen         |
| Förste vice ordförande | S                   | Arijana Jazic       |
| Andre vice ordförande  | M                   | Mats Hansson        |

#### Lista över kommunstyrelsens ordförande
| Namn | Namn            | Från | Till | Politisk tillhörighet |
| ---- | --------------- | ---- | ---- | --------------------- |
|      | Göran Äng       | 1978 | 1998 | Centerpartiet         |
|      | Irene Oskarsson | 1998 | 2002 | Kristdemokraterna     |
|      | Lars-Erik Fälth | 2002 | 2018 | Centerpartiet         |
|      | Beata Allen     | 2018 |      | Centerpartiet         |

#### Övriga nämnder
| Nämnder 2022–2026       | Ordförande | Ordförande      | Vice ordförande | Vice ordförande   |
| ----------------------- | ---------- | --------------- | --------------- | ----------------- |
| Samhällsbyggnadsnämnden | S          | Niklas Lindberg | KD              | Marie Persson     |
| Valnämnden              | S          | Annki Stark     | C               | Lars-Inge Hansson |
| Kommunrevisionen        | M          | Bengt Johnsson  | S               | Ole Bak Mikkelsen |

## Ekonomi och infrastruktur

### Näringsliv
Omkring var tionde förvärvsarbetande var kommunen början av 2020-talet sysselsatta inom jord- och skogsbruket. Samtidigt var drygt 30 procent sysselsatta inom industrin som vuxit som en följd av de goda möjligheterna till transporter, stor tillgång till skog och arbetskraft. Träindustrin, som tidigare dominerat näringslivet, har dock minskat sin betydelse och näringslivet har blivit mer diversifierat där små och medelstora företag dominerar. Större företag är exempelvis Attends Healthcare och Hags. 30 procent av kommunens förvärvsarbetande var sysselsatta inom offentliga sektorn.

### Infrastruktur

#### Transporter
Kommunen genomkorsas av riksväg 32 samt av länsvägarna 132 och 134. Kommunen genomkorsas även av järnvägen Stockholm–Malmö och av Anebyleden.

#### Utbildning
År 2022 fanns fem kommunala grundskolor I kommunen. Två av dessa, Vireda och Sunhult, var belägna på landsbygden och övriga tre i centralorten. Gymnasieskola saknades i kommunen varför eleverna istället studerade i någon av kommunerna Tranås, Eksjö, Nässjö eller Jönköping.
År 2021 var andelen invånare i åldersgruppen 25-64 år med minst tre års eftergymnasial utbildning 17,9 procent, vilket var lägre än genomsnittet för Sverige för motsvarande siffra var 29,6 procent.

## Befolkning

### Demografi

#### Befolkningsutveckling
Kommunen har 6 805 invånare (31 mars 2025), vilket placerar den på 254:e plats avseende folkmängd bland Sveriges kommuner.
| Befolkningsutvecklingen i Aneby kommun 1970–2020 | Befolkningsutvecklingen i Aneby kommun 1970–2020 | Befolkningsutvecklingen i Aneby kommun 1970–2020 | Befolkningsutvecklingen i Aneby kommun 1970–2020 | Befolkningsutvecklingen i Aneby kommun 1970–2020 |
| ------------------------------------------------ | ------------------------------------------------ | ------------------------------------------------ | ------------------------------------------------ | ------------------------------------------------ |
|                                                  |                                                  |                                                  |                                                  |                                                  |
| År                                               |                                                  |                                                  | Folkmängd                                        |                                                  |
| 1970                                             | 1970                                             |                                                  | 6 296                                            |                                                  |
| 1975                                             | 1975                                             |                                                  | 6 508                                            |                                                  |
| 1980                                             | 1980                                             |                                                  | 6 873                                            |                                                  |
| 1985                                             | 1985                                             |                                                  | 6 897                                            |                                                  |
| 1990                                             | 1990                                             |                                                  | 7 159                                            |                                                  |
| 1995                                             | 1995                                             |                                                  | 7 169                                            |                                                  |
| 2000                                             | 2000                                             |                                                  | 6 682                                            |                                                  |
| 2005                                             | 2005                                             |                                                  | 6 576                                            |                                                  |
| 2010                                             | 2010                                             |                                                  | 6 393                                            |                                                  |
| 2015                                             | 2015                                             |                                                  | 6 537                                            |                                                  |
| 2020                                             | 2020                                             |                                                  | 6 821                                            |                                                  |

## Kultur

### Museum
Vid Stjärneborgs museer finns Sveriges enda pyramid att beskåda, konstruerad av ingenjören och adelsmannen Malte Liewen Stierngranat år 1915. Denna gravplats har med tiden blivit en turistattraktion dit besökare även lockats för att besöka Stjärneborg slott och ett hembygds- och järnvägsmuseum.

### Kulturarv
Det fanns 709 registrerade fornlämningar i Aneby kommun hos Riksantikvarieämbetet år 2022. Däribland en ruinkulle efter en borg och en slottsruin efter ett slott uppfört 1692 och revs 1889.
Åsens by är en samling välbevarade lantbyggnader från tidigt 1900-tal, men med rötter redan från 1500-talet. Byn blev ett kulturreservat år 2000 och därmed Sveriges första kulturreservat.

### Kommunvapen
Blasonering: I blått en balkvis ställd ström av silver, belagd med ett blått topografiskt tecken för vattenfall.
Kommunen hade bildats 1967 och 1980 antogs kommunvapnet. Karttecket åsyftar vattenfallet Stalpet. Vapnet registrerades hos PRV 1987.